# 宏善寺
宏善寺，位于中国青海省民和县西沟乡凉平村，为第八批青海省文物保护单位，公布日期为2008年4月10日，类型为古建筑。
宏善寺的历史年代为清。